# جامع العظام (فلم)
جامع العظام (بالإنجليزية: The Bone Collector) هو فيلم إثارة تم إنتاجه في الولايات المتحدة سنة 1999. الفيلم من إخراج فيليب نويس، ومن بطولة دنزل واشنطن وأنجلينا جولي وكوين لطيفة ولويس غوزمان وإد أونيل.

## قصة الفيلم
شرطي تخصصه تحليل مسرح الجريمة وأبدع في هذا المجال وألف ما يقارب اثني عشر كتاباً، أثناء تحليله جثة شرطي وجد مقتولاً تحت قطار الأنفاق سقط عليه عمود كاد أن يقسمه نصفين إلا أنه أفقده حركة جميع أعضائه عدا اصبع السبابة من يده اليسرى وكتفيه وعقله وحواس وجهه، أي أنه أصبح في نظر البعض شخصا معطلا ثقيلا..!! أما في نظر من يستوعب أهمية العقل والقدرات الذاتية التي يؤديها العقل منفرداً دون سائر أجزاء البدن لفهم أن هذا الشخص طالما عقله يعمل فمازال شخصا منتجا خاصة أن مجاله يعتمد على العقل والفراسة.. فالشرطة لم تستغن عن خدماته بعد إصابته بالحادث بل مازال رسمياً في خدمة الشرطة ويتلقى راتبه الأساسي وليس التقاعدي وتأمين رابطة الشرطة يسدد تأمين نفقات الأجهزة التي تخدمه لتحليل مسرح الجريمة والممرضة التي تخدمه. وفي نهاية الأسبوع يتواجد شرطي أو اثنان ليساعداه إذا احتاج الأمر..
كل هذه الخدمات وضعت تحت تصرفه لاستغلال عقله فقط ويرجع إليه المحققون عندما تتعقد الأمور أمامهم..!! ولم يقف نشاطه عند تحليل موقع الجريمة فقط وإنما يكتشف قدرات بشرية في أناس يجهلون وجود هذه القدرة والحس داخلهم!!.
فما أن وقعت عينه على الشرطية المخصصة في مجال الأطفال إلا ورأى في صور التقطتها سريعاً قدرة مدفونة وحساً فطرياً على التحليل الجنائي وهي بعيدة التفكير عن هذا المجال بل لا تقبل أن تحول تخصصها لتخصص آخر ولكنه أصر على تغيير مجالها وأصر على تدريبها حتى اقتنعت وبسبب اكتشافه لهذه القدرة التي لم تعرف عنها وإبداعها في هذا المجال أصبحت تضاهيه وأنقذته بسبب تحليلها من يد القاتل..!! 

## الممثلون والشخصيات
- دنزل واشنطن (بدور: لينكولن)
- أنجلينا جولي (بدور: أميليا)
- كوين لطيفة (بدور: ثيلما)
- لويس غوزمان (بدور: إيدي أورتيز)
- إد أونيل (بدور: المحقق باولي)

## الميزانية والإيرادات
بلغت تكلفة إنتاج الفيلم حوالي 73 مليون دولار بينما حقق أرباحا تقدر بـ 151,493,655 دولار.

## روابط خارجية
- مقالات تستعمل روابط فنية بلا صلة مع ويكي بيانات